# Грандисон, Уильям, 1-й барон Грандисон
Уильям де Грандисон или Гильом де Грансон (англ. William Grandison, фр. Guillaume de Grandson; умер в 1335) — английский аристократ, происходивший из Бургундского королевства, 1-й барон Грандисон с 1299 года. Участвовал в завоевании Уэльса, в походах в Шотландию.

## Биография
Гильом де Грансон принадлежал к аристократическому роду, представители которого владели землями в Бургундском королевстве с центром в замке Грансон на берегу Невшательского озера. Он был младшим сыном Пьера де Грансона и Агнессы де Невшатель. Не имея оснований рассчитывать на часть наследства, Гильом и его брат Оттон отправились в Англию в составе свиты Пьера Савойского; последний сопровождал свою племянницу Элеонору Прованскую, ставшую женой английского короля Генриха III. Оттон стал одним из ближайших доверенных лиц наследника престола Эдуарда, а Гильом вошёл в окружение второго королевского сына Эдмунда, графа Ланкастерского.
Грансон участвовал в завоевании Уэльса (1282—1283), под началом Эдмунда сражался в Гаскони в 1295 году. В 1287—1294 годах он в отсутствие брата выполнял обязанности юстициария Северного Уэльса, а в 1289—1290 годах управлял владениями Оттона в Ирландии. С 1296 года Гильом воевал в Шотландии: осаждал Карлаверок (1300), Данфермлин и Стерлинг (1304). Он стал одним из душеприказчиков после смерти графа (1296) и его вдовы Бланки д’Артуа (1302).
Постепенно Грансон обзаводился владениями на своей новой родине. Эдмунд Ланкастерский в 1282 году передал ему в лен два поместья в Глостершире, которые через три года выменял на поместья в Херефордшире. Приблизительно в 1285 году Гильом выгодно женился на дочери Джона де Трего, не имевшего сыновей. В качестве приданого он получил земли в Сассексе и Беркшире, а в 1300 году, после смерти тестя, — существенную часть его наследства, включавшую поместья в Уилтшире, Нортгемптоншире, Херефордшире и Сомерсете. Главной резиденцией Грансона стал, по-видимому, Ашпертон (Херефордшир), укреплённый в соответствии с королевской лицензией. Владения Грансона оказались достаточно обширными и доходными, чтобы в феврале 1299 года король вызвал его в парламент как лорда. Соответственно Гильом де Грансон считается Уильямом де Грандисоном, первым бароном Грандисоном.
Барон дожил до преклонных лет. В 1322 году, когда король Эдуард II призвал его в армию для борьбы с мятежниками во время Войны Диспенсеров, Гильом/Уильям проигнорировал этот призыв. К тому же его наследник Питер примкнул к оппозиции, а потому король конфисковал все владения Грандисонов. Позже он отменил конфискацию и помиловал Питера, но остальным сыновьям Уильяма пришлось внести за брата залог — 600 фунтов.
Первый барон Грандисон умер в 1335 году. Его похоронили, согласно завещанию, в аббатстве Дор в Херефордшире, основанном родственниками его жены.

## Семья
В браке Уильяма де Грандисона и Сибиллы Трего родились пять сыновей и четыре дочери. Это были:
- Питер (умер в 1358), 2-й барон Грандисон;
- Уильям (умер в 1330), архидьякон Эксетера;
- Томас (умер до 1337), каноник в Линкольне;
- Джон (умер в 1369), епископ Эксетера, 3-й барон Грандисон[7];
- Отто (умер в 1359), отец 4-го барона Грандисона[8];
- Мабель, жена Джона Паттишалля[9][10][11];
- Агнесса (умерла в 1349), жена Джона Нортвуда;
- Матильда (умерла после 1346);
- Кэтрин (умерла в 1349), жена Уильяма Монтегю, 1-го графа Солсбери[12][13].